# ГЕС Hove
ГЕС Hove – гідроелектростанція на півдні Норвегії за сотн. кілометрів на північний схід від Бергену. Знаходячись після ГЕС Рефсдал, становить нижній ступінь гідровузла, який використовує ресурс, зібраний на південь від Согне-фіорду.
Відпрацьована станцією Рефсдал вода надходить до невеликого балансувального резервуару Рефсдалдаммен, створеного на річці Viksvassdraget (безпосередньо впадає до Согну-фіорду). Сюди ж зі сходу по тунелю довжиною біля 5 км подається додатковий ресурс із водозаборів на Seljedalselvi (права притока Viksvassdraget), її правих допливах Lysegrovi та Turao, а також річках Hugla і Rislåg (так само впадають праворуч до Viksvassdraget).
Із Рефсдалдаммен через лівобережний масив Viksvassdraget прокладено головний дериваційний тунель станції довжиною 5 км, до якого із заходу приєднується бічне відгалуження довжиною біля 2 км, котре прямує від водозабору на Hopra (впадає до Согне-фіорду біч-о-біч з Viksvassdraget).
Основне обладнання станції становлять дві турбіни типу Френсіс потужністю по 30,5 МВт, які використовують напір у 318 метрів та забезпечують виробництво 391 млн кВт-год електроенергії на рік.
Відпрацьована вода по тунелю довжиною лише кілька сотень метрів відводиться до Viksvassdraget незадовго до її впадіння у Согне-фіорд.